# Evropoúloi
Evropoúloi (Evropouloi) är en ort i Grekland.   Den ligger i prefekturen Nomós Kerkýras och regionen Joniska öarna, i den västra delen av landet, 400 km nordväst om huvudstaden Aten. Evropoúloi ligger 83 meter över havet och antalet invånare är 344. Den ligger på ön Korfu.
Terrängen runt Evropoúloi är varierad. Havet är nära Evropoúloi åt nordost. Närmaste större samhälle är Korfu, 4,6 km öster om Evropoúloi. 